# Marsbeben

Simulation der seismischen Wellen

Als Marsbeben werden umgangssprachlich Erschütterungen der Oberfläche und des Inneren des Planeten Mars bezeichnet, was bei der plötzlichen Freisetzung von Energie passiert. Dies ähnelt teilweise Erdbeben, jedoch geht man davon aus, dass diese Beben durch Druckentladungen, aufgrund des Schrumpfen des Mars, aus der einheitlichen Kruste des Planeten entstehen, und nicht durch Plattenverschiebungen, wie auf der Erde. Es wird geschätzt, dass sich die durchschnittliche Stärke der Marsbeben zwischen denen von Mond- und Erdbeben befindet.
Die NASA-Sonde Insight hat im April 2019 erstmals seismische Aktivitäten auf dem Mars gemessen. Es ist das erste Beben, das auf einem anderen Himmelskörper als der Erde oder dem Mond festgestellt wurde. Diese Entdeckung ist für die Forschung sehr wichtig und wirft ein neues Licht auf Aufbau und Innenleben des Mars, denn das würde laut Forschern von der ETH Zürich alle vorherigen Modelle davon zunichtemachen.

## Entdeckung und Beobachtung
1976 erforschten die NASA-Sonden Viking 1 und 2 zum ersten Mal die seismische Aktivität des Mars. Doch dieser Versuch erwies sich als Fehlschlag. Auch wenn die Instrumente an Bord bei schwachem Wind tatsächlich Marsbeben hätten aufzeichnen können, wurden sie jedoch auf dem Dach der Sonden montiert, obwohl Kontakt zur Oberfläche zur Messung notwendig gewesen wäre. Viking 2 zeichnete zwar etwa 90 Tage die seismische Aktivität auf, jedoch konnte aufgrund fehlender Daten zum Wind, nicht zwischen Beben und Wettereinflüssen unterschieden werden. Bei Viking 1 konnte die Abdeckung für das Instrument nicht entfernt werden, was dazu führte, dass von dieser Sonde keinerlei Messungen existieren.

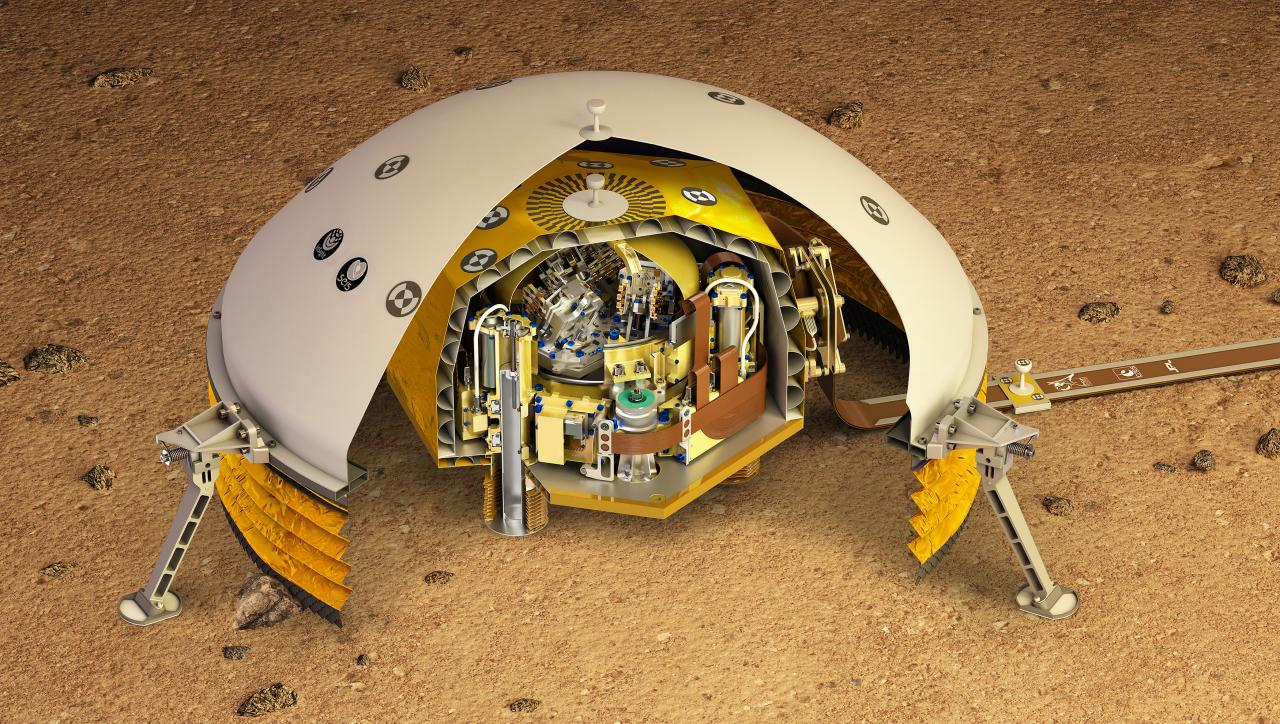
Querschnitt des Seismometers SEIS

Die „InSight“-Mission der NASA ist seit November 2018 auf dem Mars und sammelt dort verschiedene Daten. Unter anderem zeichnet sie seismische Aktivitäten auf. Dazu ist das Seismometer SEIS (Seismic Experiment for Interior Structure) an Bord der Mission. Das Seismometersystem von InSight enthält französische (Niederfrequenz) und britische (Hochfrequenz) Sensoren. Das Instrument wurde am 19. Dezember vom Roboterarm der Sonde auf die Marsoberfläche gesetzt. Auch wenn das Instrument vor Wind geschützt ist und hochempfindlich ist, kann es schwächere Beben nicht aufzeichnen. Dazu kommt, dass es ohne weitere Seismometer arbeiten muss, wie es auf der Erde der Fall ist. An der Mission nahm noch ein weiteres Instrument teil, welches Aufschluss über die Kruste geben sollte. HP³ wurde von dem Deutschen Zentrum für Luft- und Raumfahrt (DLR) entwickelt und sollte sich in den Boden bohren. Der Marsboden war jedoch härter als erwartet, deswegen kam der Bohrer nicht voran und seine Aktivität wurde eingestellt. Das erste Beben, das aufgezeichnet wurde, fand am 6. April 2019 statt, am 128. Tag der Sonde auf dem Mars. Rund 450 Marsbeben wurden bis 2020 beobachtet, die Hinweise auf das Innere des Planeten liefern, davon wurden 174 ausgewertet. Bei 150 von ihnen waren nur Wellen zu messen, die sich in der Kruste ausbreiten. Solche Beben sind auch von der Erde bekannt. 24 der gemessenen Beben durchliefen auch den Gesteinsmantel des Mars und ähneln Erdbeben. Im Vergleich zu Erdbeben sind die Signale jedoch langsamer abgeklungen. Die meisten Beben lagen im Bereich der Stärke 4 oder weniger. Das ist im Durchschnitt schwächer als auf der Erde, zudem sind die Beben seltener. Bei zwei Messungen waren die Signale so stark, dass man den genauen Ursprungsort ausmachen konnte, die Cerberus-Fossae-Region. Die Beben vom 7. und 18. März verstärken laut NASA die Vorstellung, dass Cerberus Fossae ein Zentrum seismischer Aktivität ist. Insgesamt wurden bis Mai 2022 über 1300 verschiedene Marsbeben aufgezeichnet, von denen mehr als 35 in der Forschung verwendet wurden. Am 4. Mai 2022 wurde von der InSight-Mission das bislang stärkste Beben der Stärke 5 registriert. Ein Beben der Stärke 5 ist ein mittelgroßes Beben im Vergleich zu den Beben, die auf der Erde zu spüren sind, aber es ist nahe an der Obergrenze dessen, was Wissenschaftler während der InSight-Mission auf dem Mars zu sehen hofften. Details zu Ursprung, Quelle und innerem Aufbau des Mars sind nun Gegenstand von weiterführenden Auswertungen dieses Bebens. Der Mars ist nach Erde und Mond erst das dritte Himmelsobjekt, an dem derartige Messungen durchgeführt wurden. Abgesehen davon hat die Mission auch Meteoriteneinschläge beobachtet. Durch den Vergleich der Umlaufbahndaten mit den von InSight aufgezeichneten seismischen Wellen können die Forscher beobachten, wie der Planet auf die Einschläge reagiert, was Hinweise auf das Innenleben des Planeten gibt.

## Entstehung
Der Mars besteht im Gegensatz zu der Erde nicht aus verschiedenen tektonischen Platten, sondern nur aus einer einzigen. Daher haben Marsbeben auch nicht denselben Ursprung wie Erdbeben, die durch Prozesse in der Plattentektonik entstehen. Forscher gehen davon aus, dass eine Belastung des Gesteins in der Kruste dafür verantwortlich ist. Diese wiederum entsteht, da das Innere des Mars auskühlt und der Planet deswegen schrumpft. Daraufhin brechen Teile der Oberfläche ein und diese wird zerklüftet. Ein weiterer Grund scheint zu sein, dass im flüssigen Kern des Mars Magmawirbel entstehen, die Druck auf die Gesteinskruste ausüben, was ebenfalls Beben auslöst. Die Beben, zumindest die stärkeren, kommen vermehrt aus der Region von Cerberus Fossae, sowie seltener aus der Valles-Marineris-Region. Die Cerberus-Fossae-Region gehört zu den jüngeren tektonischen Strukturen auf dem Mars. Sie durchschneidet eine Region, die vor relativ kurzer Zeit erst von Lava überflutet wurde – möglicherweise sogar in den letzten etwa 100 Millionen Jahren. Die recht jungen Bruchstrukturen zeigen außerdem Anzeichen von Erdrutschen, sodass Fachleute die Cerberus Fossae bereits als möglicherweise tektonisch aktive Region im Blick haben. Im Laufe der Mission wurden laut dem französischen Institut de Physique du Globe de Paris zwei verschiedene Arten von Marsbeben entdeckt. Eine, die eher mondähnlich und die andere, eher erdähnlich ist. Erdbebenwellen breiten sich direkter durch den Planeten aus, während die von Mondbeben dazu neigen, sehr verstreut zu sein; Marsbeben liegen irgendwo dazwischen.
Eine Ähnlichkeit zu Erdbeben weisen die Beben jedoch auf, die Energie in Form von den zwei verschiedenen Wellenformen. Es entstehen sowohl primäre (Druckwellen) als auch sekundäre Wellen (Scherwellen). Die Druckwellen schwingen in Ausbreitungsrichtung, ähnlich Schallwellen. Scherwellen hingegen breiten sich quer zur Ausbreitungsrichtung aus und sind langsamer. Durch das Messen der Zeitabstände hat SEIS auch die Entfernung zu den Bebenherden lokalisiert. Doch auf dem Mars klingen die Signale langsamer ab, was darauf hindeutet, dass die Kruste des Mars diese stärker streut. Zudem sind keine Oberflächenwellen – wie bei Erdbeben – vorhanden, was bedeutet, dass die Bebenherde sehr tief liegen.
- Aufzeichnung des ersten Bebens vom 6. April 2019

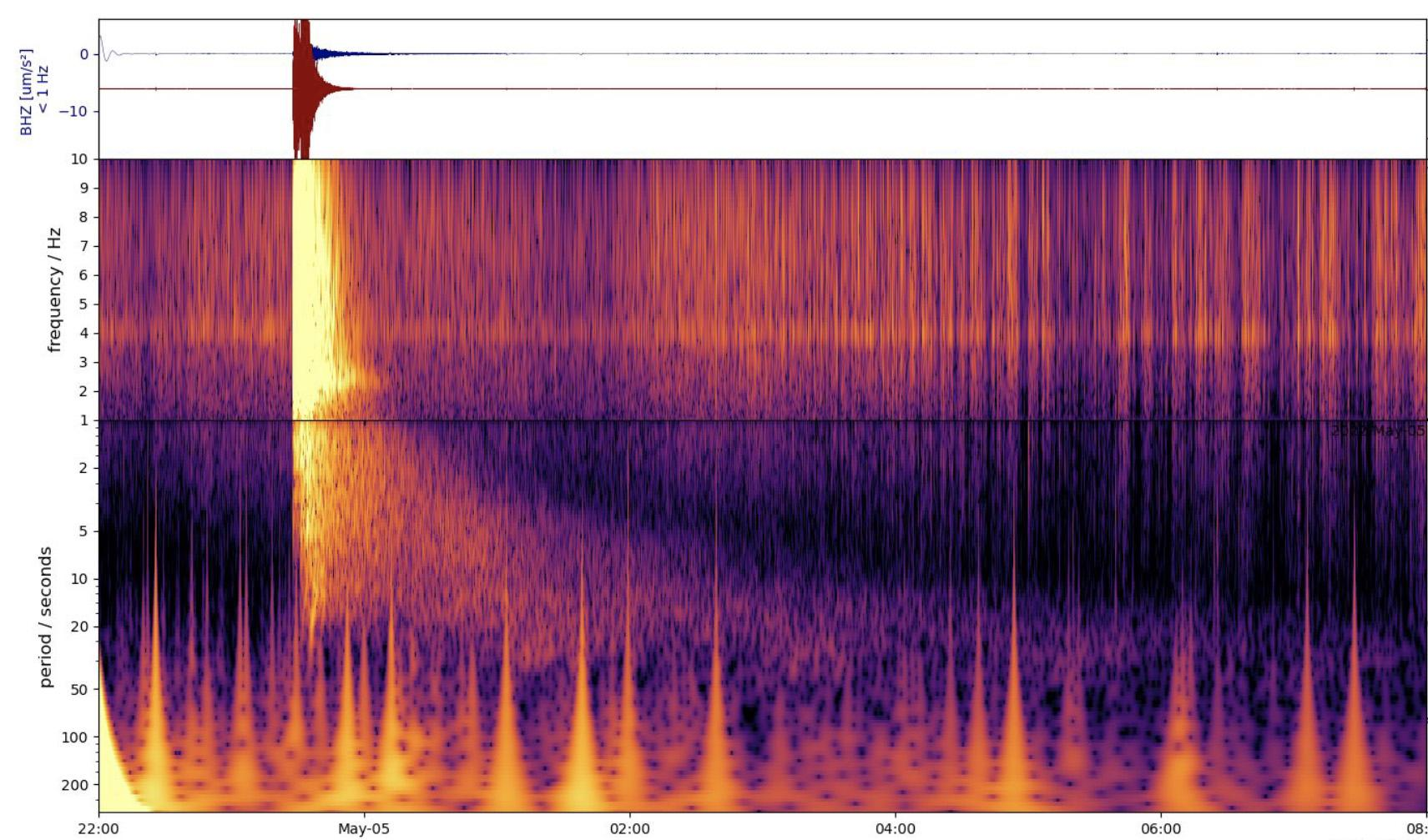
Mars InSight Lander - Marsbeben Magnitude 5 - vom 4. Mai 2022
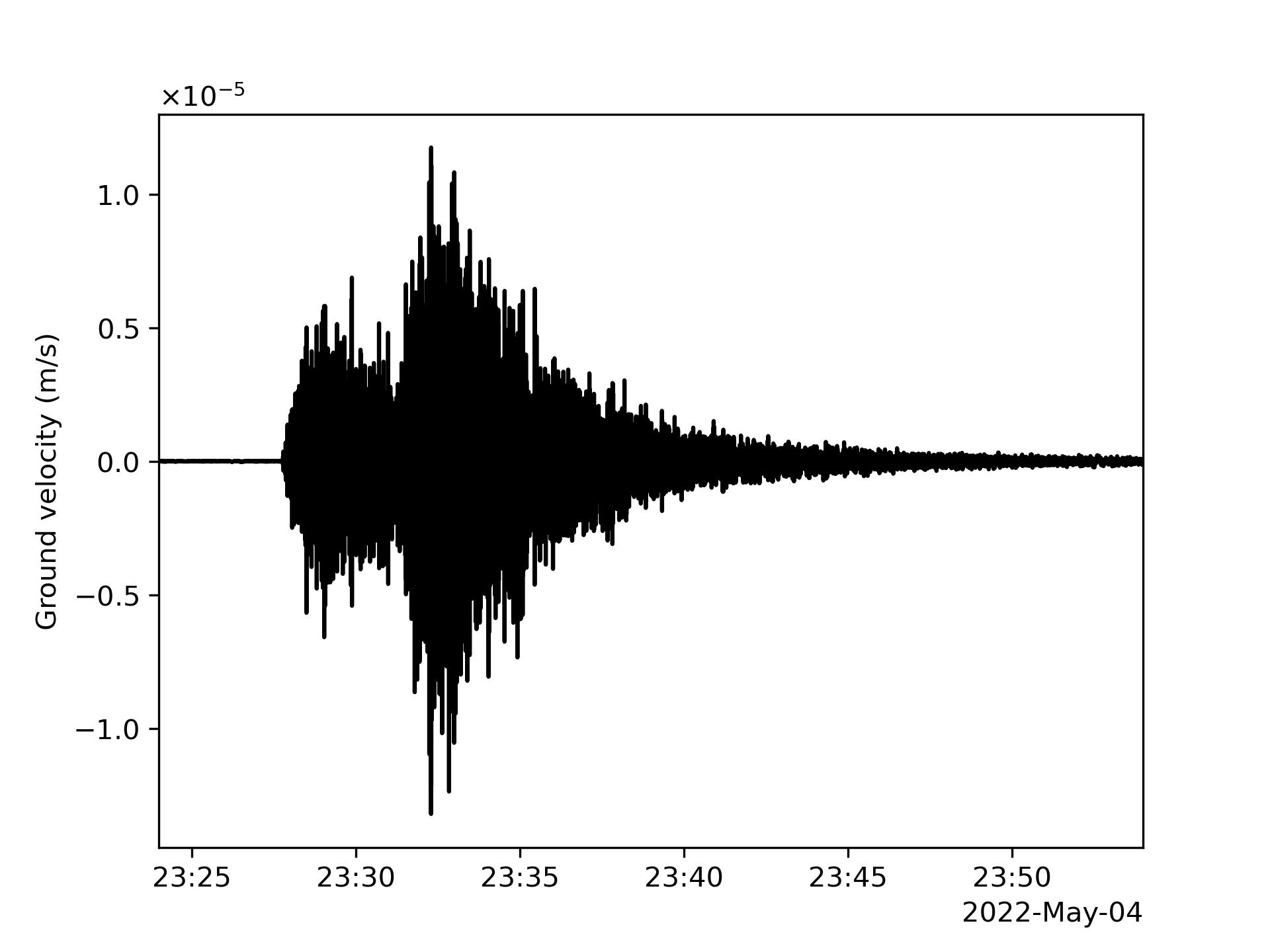
Mars InSight Lander - Marsbeben Magnitude 5 - vom 4. Mai 2022

## Auswertung
Die Interpretation von Messungen auf dem Mars ist äußerst schwierig; einerseits ist das seismische Signal schwach und geht leicht im Rauschen unter, andererseits muss SEIS allein arbeiten. „Auf der Erde arbeiten Seismometer an verschiedenen Orten zusammen“, erklärt Max-Planck-Forscher John-Robert Scholz. Damit lassen sich die Bahnen seismischer Wellen zuverlässig nachvollziehen, Stärke und Epizentrum eines Marsbebens lassen sich mit hoher Genauigkeit bestimmen. Solche Informationen aus Messdaten von nur einem Instrument abzuleiten, erfordert neue Methoden und Ansätze.
Die Ergebnisse der Forschungen wurden in drei verschiedenen Artikeln der Zeitschrift Science veröffentlicht. Unter anderem hat man herausgefunden, dass die Marskruste – zumindest auf dem Landeplatz in der Nähe des Äquators – ungefähr 25 bis 45 km dick ist. Die darunterliegende Lithosphäre reicht mit einer Tiefe von 400 bis 600 km deutlich tiefer als die der Erde mit etwa 250 km. Das unterstützt die Theorie, dass der Planet nur aus einer einzigen Platte besteht und daher keine Anzeichen für Plattentektonik aufweist. Außerdem konnte man mithilfe der seismischen Wellen erstmals die Größe des Marskerns schätzen; ihr Radius beträgt rund 1840 km, was die Hälfte des Erdkerns ist. Auch wenn der Mars kein Magnetfeld hat, bestätigen die aktuellen Untersuchungen auch, dass der Kern flüssig ist. Stattdessen deuten Messungen auf dem Mars darauf hin, dass die Mineralogie des Marsmantels der des oberen Erdmantels ähnelt, der hauptsächlich aus dem Mineral Olivin besteht. Basierend auf seismischen Messungen kamen die Forscher zu dem Schluss, dass „der Marsmantel mineralogisch eine einfachere Version des Erdmantels ist“. Aber die Seismologie offenbarte auch Unterschiede in der chemischen Zusammensetzung, was darauf hindeutet, dass Mars und Erde aus unterschiedlichen Komponenten bestehen.
Zudem wurde festgestellt, dass der Druck der Hohlräume in Grundwasserleitern, die unterhalb einer Kryosphäre eingeschlossen sind, zunehmen wird, wenn der Mars abkühlt und die Kryosphäre dicker wird. Ein erhöhter Druck in den Hohlräumen verringert die effektive Spannung und fördert somit die Seismizität. Durch hohen Porendruck geförderte seismische Ereignisse können erschütterungsartig sein. Die Dokumentation der Seismizität würde Beweise für wassergefüllte Grundwasserleiter liefern, die zeigen, dass der Porendruck hoch ist und dass der Spannungszustand kurz vor dem Versagen steht, mit Auswirkungen auf Prozesse, die Wasser an die Marsoberfläche liefern können.